# فرودگاه بیلی میشل
فرودگاه بیلی میشل (به انگلیسی: Billy Mitchell Airport) یک فرودگاه سازمان پارک‌های ملی با کد یاتا HNC است که یک باند فرود آسفالت دارد و طول باند آن ۹۱۴ متر است. این فرودگاه در کشور ایالات متحده آمریکا قرار دارد .